# Thiên thần nổi giận
Thiên thần nổi giận (Rage of Angels) là một tác phẩm nối tiếng ra đời năm 1980 của nhà văn Mỹ Sidney Sheldon.

## Nội dung
Năm 1969, Jennifer Parker là một luật sư trẻ 24 tuổi mới ra trường, xinh đẹp và xuất sắc. Cô được giáo sư của trường đại các học giả thiệu vào làm trong nhóm cố vấn của chưởng lý Robert di Silva, gồm nhiều thành viên ưu tú.
Vụ xử đầu tiên mà cô tham gia là vụ xét xử Michael Moretti, một trùm mafia dưới trướng của cha vợ hắn là ông trùm băng đảng gia đình Mafia đình đám trong nhóm 5 gia đình mafia quyền lực nhất Hoa Kỳ. Thật không may, Michael Moretti và đồng bọn của hắn đã để ý đến Jennifer Parker và cô gái non nớt đã vướng ngay vào vụ " Chim hoàng yến " gây chấn động cả nước Mĩ. Chỉ sau 2 tiếng hành nghề, cô bị điều tra và có thể bị tước quyền hành nghề luật sư.
Thất vọng, chán chường, Jennifer đi khắp nơi để kiếm việc với một số tiền ít ỏi trong túi. Cô làm nghề đi đưa tráp hầu toà và thuê một văn phòng nhỏ của một thám tử tư tên Ken Bailey và một ông già để hành nghề. Cô phải nhịn ăn hàng ngày và sống trong túng thiếu. 
Thế rồi, cô gặp Adam Warner - 36 tuổi, một luật sư danh tiếng làm việc trong một tập đoàn luật sư của ông vợ anh ở phố Wall. Tình huống gặp gỡ của họ rất trớ trêu khi cô đang ở cản nhà chật chội và anh đến để muốn nói với cô về chuyện bằng hành nghề luật của cô. Anh đã nghiên cứu rất kĩ và ra quyết định rằng cô vô tội, cô phải có được công bằng. Trong khi đó, cô đã quá ngán ngẩm bởi những quyết định hà khắc của những người trên muốn trừng phạt cô cho dù cô vô tội. Gặp anh, cô tỏ ra thờ ơ và đi tắm, trong khi anh ngồi đọc báo. Lúc tắm xong, khi ra ngoài phòng khách, cô không ngờ anh vẫn còn ở đó và trên người cô thì không còn một mảnh vải nào! Và cô đã được trả lại sự trong sạch của mình, cũng từ đó, giữa cô và Adam nảy nở tình yêu. Anh thuê cho cô một căn hộ đắt tiền và hai người lén lút sống cùng nhau. Trong khi đó, Adam đã có một người vợ hoàn hảo, tên Mary Beth, họ lấy nhau đã 14 năm nhưng chưa sinh con. Anh và người ông vợ đã có quyết định sẽ đứng ra tranh cử thượng nghị sĩ và cả tổng thống Hoa Kỳ. Vì đó, mối quan hệ giữa anh và Jennifer bị chia cắt. Mary Beth nói rằng muốn gặp Jennifer và chị ta đã đưa Adam vào bẫy, chị ta có thai với anh và anh không biết làm thế nào nữa, anh buộc phải từ bỏ Jennifer. Lúc này, Jennifer cũng đã có thai.
Không thể phá bỏ gia đình hạnh phúc của Adam, cô quyết định sẽ đi lên bằng chính năng lực của mình. Cô định sẽ nạo bỏ đứa con của Adam, nhưng khi lên đến bàn nạo, cô đau đớn không muốn giết đi sinh linh vô tội trong bụng mình, và cô đã giữ lại đứa bé. Cũng từ lúc này, cô hiểu ra tình cảm của Ken Bailey dành cho mình nhưng cô không thể đáp lại tình cảm của anh, vì cô không hề yêu anh.
Rồi Jennifer sinh một đứa con trai, tên Joshua, vô cùng thông minh, đĩnh ngộ. Lúc đó, Adam cũng trở thành thượng nghị sĩ, Mary Beth sinh con gái tên Samantha. Cô luôn tránh những cuộc gọi và những bức thư của Adam gửi cho cô.
Công việc của Jennifer ngày càng thuận lợi, cô có một văn phòng luật sư lớn, với nhiều nhân viên, cố vấn và cô cũng thuê Ken Bailey làm điều tra viên cho mình. Cô cùng các đồng nghiệp bào chữa cho nhiều thân chủ và cô dần dần trở thành một luật sư có danh tiếng, luôn luôn được săn đón. Và người luôn chú ý đến Jennifer nhất chính là tên mafia có gương mặt và thể hình của một tài tử Hollywood - Michael Moretti.
Và rồi khi Joshua 2 tuổi, nó bị một tên bệnh hoạn bắt cóc và hắn muốn giết nó. Không biết phải làm cách nào để cứu con trai trong khi không có đầu mối nào, Jennifer đã nghĩ đến việc gọi cho Adam nhưng như thế sẽ vô cùng mất thời gian và con trai cô có thể nguy hiểm tới tính mạng. Cô nhấc máy, và, cầu cứu Michael Moretti.
Michael đã cứu được con trai cô và cô quyết định trả ơn hắn. Cô trở thành người tình của Michael và người bảo hộ pháp luật cho gia đình mafia của hắn, thay cho lão già luật sư Thomas Confax. 
Nhưng rồi cô gặp lại Adam, họ có một đêm tuyệt đẹp trên phi thuyền. Thật bất hạnh, Joshua có một khối u trong não và cậu phải phẫu thuật. Và cậu đã ra đi mãi mãi, bỏ lại người mẹ đã chăm sóc mình 7 năm trời.
Chuyện của cô và Adam bị Michael Moretti biết được và hắn cũng đang rất thù Adam vì anh đãng gây khó dễ cho tổ chức của hắn. Hắn quyết định ám sát Adam, nhưng âm mưu không thành công. Sau khi Jennifer trở về từ Singapore, hắn gặp cô, đánh đập cô. Nhưng đúng lúc đó, cảnh sát FBI và CIA ập đến, Michael Moretti cầm súng và bắn cô. Thật không may, hắn cũng bị trúng đạn của lực lượng cảnh sát. 
Jennifer bị thương nặng. Adam vào gặp cô và anh đã biết mọi chuyện.
Đến lúc này, cô mới hiểu ra rằng " Adam đã rời xa cô rồi. Joshua chết rồi. Cả Michael Moretti cũng đi mãi mãi."
Jennifer về quê nhà, nơi cô đã từng sinh sống cùng người cha gương mẫu cũng là luật sư. Cô cay đắng nghĩ về cuộc đời mình, từ khi mẹ cô bỏ đi theo người đàn ông khác, từ khi cô theo đuổi nghề luật sư, người cha thân yêu ra đi, rồi cô trưởng thành hơn, gặp Adam, Michael Moretti và cả đứa con yêu qúy của cô nữa. Adam Warner đã trở thành tổng thống Hoa Kỳ, trong khi Mary Beth đang mang thai đứa con thứ hai. Cô nhìn tấm bảng dựng trước văn phòng " Jennifer Parker - luật sư " và bước đi trên con đường lạnh cóng. Và bây giờ cô đã hiểu, cuộc đời cô đang lật sang một trang mới....